# Estación de Hoboken-Polder
La estación de Hoboken-Polder es una estación de tren belga situada en Amberes, en la provincia de Amberes, región Flamenca.
Pertenece a la línea  de S-Trein Antwerpen.

## Situación ferroviaria
La estación se encuentra en la línea línea 52 (Amberes-Dendermonde).

## Intermodalidad
| Hoboken Berkenrodelei |                           |
| Autobuses de Amberes |                           |
| --- | ------------------------- |
| \| Línea \| Recorrido \| \| ----- \| ------------------------- \| \| 13 \| Noorderplats ↔ Polderstad \| \| 14 \| Noorderplats ↔ Hemiksem \| \| 141 \| Wijnegem ↔ Polderstad \| |                           |
| Línea | Recorrido                 |
| 13 | Noorderplats ↔ Polderstad |
| 14 | Noorderplats ↔ Hemiksem   |
| 141 | Wijnegem ↔ Polderstad     |